# Herman Philipse

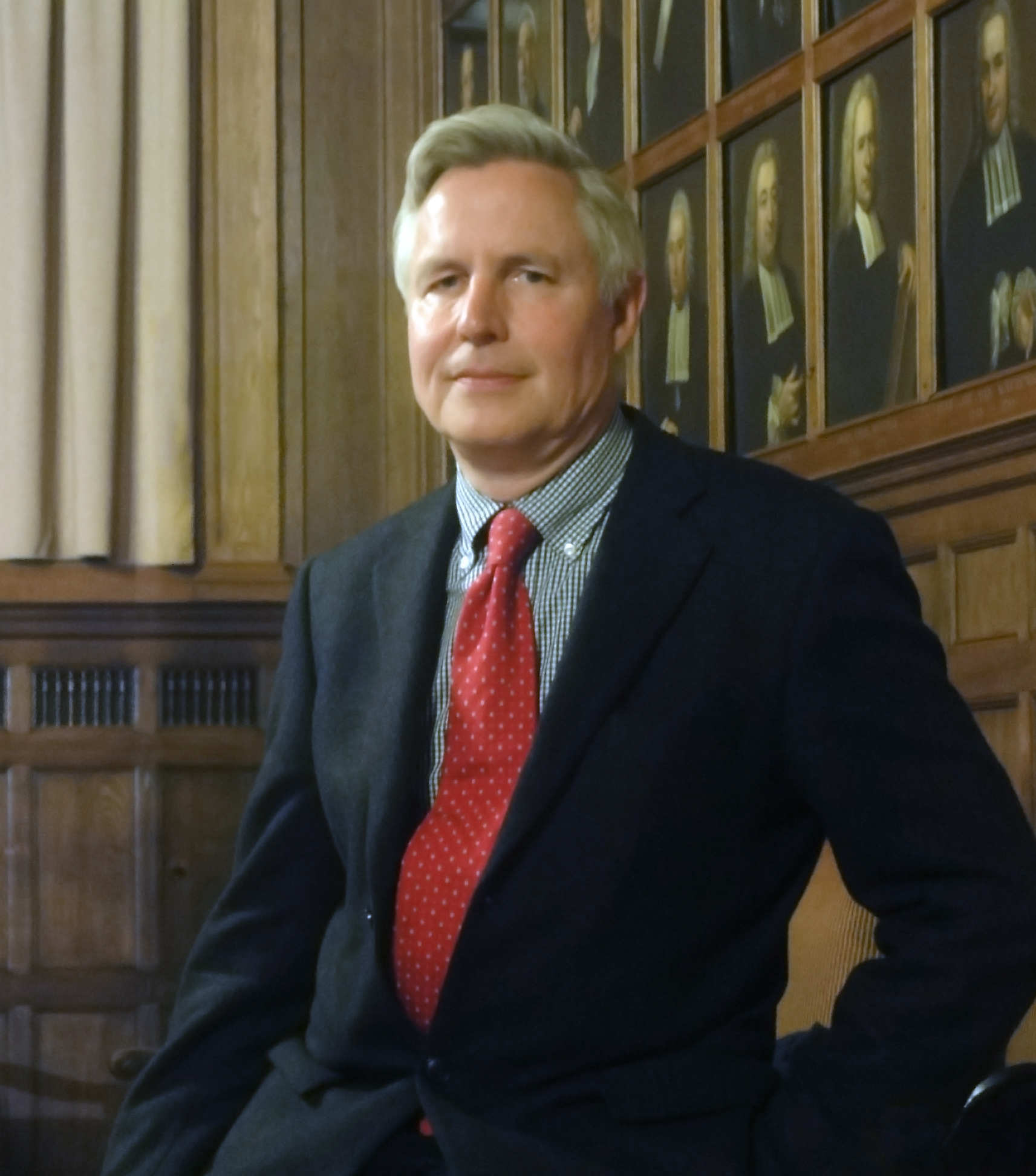
Herman Philipse

Herman Philipse (* 13. Mai 1951) ist ein niederländischer Philosoph.

## Leben
Philipse erwarb im Jahr 1983 seinen Doktortitel an der Universität Leiden. Dort lehrte er in den Jahren 1986–2003. Mittlerweile ist er Professor für Philosophie an der Universität Utrecht. Philipse befasste sich unter anderem mit Werken von Descartes, Husserl, Heidegger. Anerkennung erhielt er für sein Atheistisches Manifest. Ayaan Hirsi Ali, die das Vorwort zur Auflage 2004 des Manifests beisteuerte, würdigt die erste Auflage als Einfluss auf ihrem Weg vom Islam zum Atheismus. Da Philipse sein Atheistisches Manifest als unzureichend ansah, um jeden Gottesbeweis widerlegen zu können, schrieb er eine ausführlichere wissenschaftliche Verhandlung, God in the Age of Science? A Critique of Religious Reason (2012). Hier präsentiert er einen Entscheidungsbaum, nach dem Gläubige ihre Religion rechtfertigen und den „universelle Atheisten“ dekonstruieren können.

## Werke (Auswahl)
- Herman Philipse: Atheistisch manifest: Drie wijsgerige opstellen over godsdienst en moraal. Prometheus, 1995, ISBN 90-5333-380-0.
- Herman Philipse: Heidegger's Philosophy of Being: A Critical Interpretation. Princeton University Press, 1998, ISBN 978-0-691-00119-7.
- Herman Philipse: Atheïstisch manifest en De onredelijkheid van religie. Uitgeverij Prometheus, 2004, ISBN 978-90-351-2654-1.
- Herman Philipse: Acht Filosofische Miniaturen - Een hoorcollege over grote denkers van Plato tot Wittgenstein. Home Academy Publishers (audio-cd), 2004, ISBN 978-90-8530-003-8.
- Herman Philipse: Filosofen van de 20e eeuw - Een hoorcollege over acht moderne denkers. Home Academy Publishers (audio-cd), 2005, ISBN 978-90-8530-014-4.
- Herman Philipse: Godsdienstfilosofie - Een hoorcollege over religie tussen wonder en wetenschap. Home Academy Publishers (audio-cd), 2006, ISBN 978-90-8530-050-2.
- Herman Philipse: Wetenschap versus godsdienst - Een hoorcollege over grote conflicten, van Copernicus tot Dawkins. Home Academy Publishers (audio-cd), 2007, ISBN 978-90-8530-203-2.
- Herman Philipse: Ethiek en Evolutie - Een hoorcollege over de geschiedenis, biologie, filosofie en antropologie van de moraal. Home Academy Publishers (audio-cd), 2008, ISBN 978-90-8530-403-6.
- Herman Philipse: Godsgeloof of atheïsme? Een hoorcollege over de filosofische strijd der wereldbeschouwingen. Home Academy Publishers (audio-cd), 2009, ISBN 978-90-8530-056-4.
- Herman Philipse: Filosofische polemieken. Uitgeverij Bert Bakker, 2009, ISBN 978-90-351-3502-4.
- Herman Philipse: Betrouwbare kennis - Een hoorcollege over wetenschapsfilosofie in historisch perspectief. Home Academy Publishers (audio-cd), 2010, ISBN 978-90-8530-930-7.
- Herman Philipse: Vrijheid en verplichting - Een hoorcollege over wijsgerige ethiek, van Plato tot Levinas. Home Academy Publishers (audio-cd), 2011, ISBN 978-90-8530-100-4.
- Herman Philipse: God in the Age of Science?: A Critique of Religious Reason. Oxford University Press, 2012, ISBN 978-0-19-969753-3.